# Juan Ramón Martínez
Juan Ramón "Mon" Martínez (San Miguel de la Frontera, 20 de abril de 1948 – 4 de agosto de 2024) foi um futebolista profissional salvadorenho, que atuou como meio-campo.

## Carreira
Martínez fez parte do elenco da histórica Seleção Salvadorenha de Futebol da Copa do Mundo de 1970 e das Olimpíadas de 1968, ele atuou em três partidas.  Em clubes, conquistou o campeonato nacional com Águila, Juventud Olímpica e Atlético Marte.

## Morte
Martínez morreu em 4 de agosto de 2024, aos 76 anos, em um hospital em San Miguel de la Frontera.